# Diplolepis mayri
Diplolepis mayri är en stekelart som först beskrevs av Diederich Franz Leonhard von Schlechtendal 1877.  Diplolepis mayri ingår i släktet Diplolepis, och familjen gallsteklar. Arten är reproducerande i Sverige.